# Tan Kah Kee
Tan Kah Kee (čínsky v českém přepisu Čchen Ťia-keng, pchin-jinem Chén Jiāgēng, znaky zjednodušené 陈嘉庚, tradiční 陳嘉庚; 21. října 1874 — 12. srpna 1961) byl singapurský podnikatel a filantrop čínského původu, aktivní kromě Singapuru i v Číně. V první polovině 20. století byl vůdčí postavou mezi singapurskými Číňany, obchodní aktivity i dobročinnost, zejména podporu školství a vzdělání, rozšířil kromě Singapuru a Malajska i do Hongkongu, Šanghaji, Sia-menu a Kantonu. Organizoval pomoc singapurských Číňanů pevninské Číně během sinchajské revoluce (1911), Severního pochodu (1925–1926) a čínsko-japonské války (1937–1945). Od konce 40. let žil v Čínské lidové republice, kde zastával prestižní politické funkce – člen Ústřední lidové vlády (1949–1954), místopředseda celostátního výboru Čínského lidového politického poradního shromáždění (1954–1961).

## Život

### Mládí, v Singapuru
Tan Kah Kee se narodil roku 1874 v Sia-menu v provincii Fu-ťien. V roce 1890, když mu bylo 16 let, odcestoval do Singapuru, aby pomohl svému otci, který vlastnil firmu obchodující s rýží. V roce 1903, po krachu otcova podniku, založil Tan vlastní společnost a postupně vybudoval obchodní impérium z kaučukových plantáží, dílen, pil, konzerváren, nemovitostí, zprostředkování dovozu a vývozu, námořní dopravy a obchodu s rýží. Jeho podnikání bylo na vrcholu v letech 1912 až 1914, kdy byl znám jako „malajský Henry Ford“.
Tan měl vedoucí úlohu mezi 110 zakladateli školy Tao Nan v Singapuru, v roce 1919 založil v Singapuru Čínskou střední školu (nyní Institut Hwa Chong). Již dříve, v roce 1918, založil Ťimejskou školu (nyní Ťimejská univerzita) v Sia-menu. Tan byl také členem rady Anglo-čínské vysoké školy a podílel se na jejím financování. V roce 1921 založil Siamenskou univerzitu a finančně ji podporoval až do jejího převzetí kuomintangskou vládou Čínské republiky v roce 1937. V roce 1920 Tan domluvil sňatek své dcery Tan Ai Leh s Lee Kong Chianem, svým chráněncem a obchodníkem.

### Za  čínsko-japonské a druhé světové války
Tan byl jedním z významných zámořských Číňanů, kteří během druhé čínsko-japonské války poskytovali Číně finanční podporu. Zorganizoval mnoho pomocných fondů, v nichž dokázal shromáždit v roce 1937 shromáždit značné sumy. Byl také poslancem Zákonodárného jüanu kuomintangské vlády v Čchung-čchingu. Poté, co Japonci v roce 1942 napadli a obsadili Malajsii a Singapur, Tan ze Singapuru uprchl ještě před jeho pádem a ukryl se v Malangu, městě na východě Jávy v Indonésii. Důrazně odmítal návrhy na vyjednávání s Japonci a považoval takové pokusy za zradu. Od spolupráce s Japonci se snažil odradit i Wang Ťing-weje. V roce 1943, během pobytu na Jávě, začal Tan psát své paměti Vzpomínky zámořského Číňana z Jižního oceánu (南僑回憶錄, Nan-čchiao chuej-i-lu), které se později staly důležitým dokumentem k historii zámořských Číňanů v jihovýchodní Asii.
Byl faktickým vůdcem čínské komunity v Singapuru, působil jako předseda tamní Čínské obchodní komory a pomáhal organizovat Singapurské hokkienské sdružení. O pozici v čele komunity však přišel, když se pod vlivem čínské občanské války singapurská čínská komunita rozdělila na příznivce Komunistické strany Číny a Kuomintangu. Kvůli korupci v Kuomintangu se Tan postavil na stranu komunistů.

### V Čínské lidové republice
V roce 1947 založil Tan v Hongkongu bankovní společnost Chiyu, která měla být trvale udržitelným podnikem a jejíž zisky měly být věnovány na vzdělávání v Sia-menu a zbytku provincie Fu-ťien. Po vítězství komunistů v Číně a vzniku Čínské lidové republiky v roce 1949 se Tan v roce 1950 pokusil vrátit do Singapuru, ale britské koloniální úřady, které se obávaly komunistického vlivu v Singapuru a Malajsii, mu vstup odepřely. Poté se natrvalo přestěhoval do Číny. V Číně byl zvolen do vysokých prestižních politických funkcí, byl členem  Ústřední lidové vlády Čínské lidové republiky (1949–1954), členem stálého výboru celostátního výboru Čínského lidového politického poradního shromáždění (ČLPPS, 1949–1954), místopředsedou celostátního výboru ČLPPS (od 1954, znovuzvolen 1959).
Zemřel 12. srpna 1961 v Pekingu. Vláda Čínské lidové republiky mu vystrojila státní pohřeb. V Singapuru byl na památku tohoto filantropa založen Stipendijní fond Tan Kah Kee, který se později stal známým jako Nadace Tan Kah Kee.